# Elecciones federales de Canadá de 2025
Las elecciones federales de Canadá de 2025 se celebraron el 28 de abril  para elegir a los miembros de la Cámara de los Comunes para el 45º parlamento canadiense. La gobernadora general Mary Simon emitió los escritos de elección el 23 de marzo de 2025 después de que el primer ministro Mark Carney le aconsejara disolver el Parlamento. Esta fue la primera elección en utilizar un nuevo mapa electoral de 343 escaños basado en el censo de 2021. Los temas clave de la campaña electoral incluyeron el costo de vida, la vivienda, el crimen y los aranceles y las amenazas de anexión de Donald Trump, el presidente de los Estados Unidos. 
El centroizquierdista Partido Liberal ganó, y continuó como gobierno minoritario, liderado por el primer ministro Mark Carney que fue elegido con la mayor votación en la historia de Canadá, superando el récord de Justin Trudeau de 6,9 millones de votos en 2015. Es el cuarto gobierno liberal consecutivo y el tercer gobierno liberal minoritario consecutivo. Los liberales también ganaron el voto popular por primera vez desde 2015. Tanto los liberales como el Partido Conservador mejoraron su porcentaje de votos y recuento de escaños con respecto a 2021, mientras que los demás partidos perdieron terreno. Estas fueron las primeras elecciones desde 2000 en las que los liberales obtuvieron más del 40%, las primeras desde 1988 en las que los conservadores lo hicieron, y la primera vez desde 1930 en la que ambos superaron ese umbral. En general, el Partido Liberal recibió el 43,7% del voto popular, su mayor porcentaje de votos desde 1980 y el más alto para cualquier partido en una elección federal desde 1984. Mientras tanto, las elecciones le dieron al Nuevo Partido Democrático (NDP) el peor resultado de su historia, ya que obtuvo poco más del seis por ciento del voto popular y solo siete escaños. Como consecuencia, el NDP perdió su estatus oficial como partido por primera vez desde 1993. La concentración del voto en los dos partidos principales fue identificada por los comentaristas como un indicador de polarización en la política canadiense y una transición hacia un sistema bipartidista. 
El resultado fue un cambio de tendencia en las encuestas, que se prolongó desde mediados de 2023 hasta enero de 2025, lo que había llevado a proyecciones de una victoria aplastante de los conservadores. La sustitución de Justin Trudeau por Carney como líder del Partido Liberal jugó un papel clave en este cambio. Gracias a su amplia experiencia como banquero central y a su aparente competencia, Carney se consideraba mejor preparado para gestionar la guerra comercial iniciada por Estados Unidos y otros importantes problemas económicos. 
Tres líderes de partidos en funciones no lograron ser reelegidos para sus escaños parlamentarios: Pierre Poilievre del Partido Conservador, Jagmeet Singh del Nuevo Partido Democrático, y Jonathan Pedneault, colíder del Partido Verde. Poilievre había mantenido su distrito electoral durante siete mandatos consecutivos, siendo elegido por primera vez en 2004, y su derrota fue considerada como un revés significativo para los conservadores. 

## Antecedentes
Las elecciones federales de 2021, celebradas el 20 de septiembre de ese año, tuvieron pocos cambios con respecto a las elecciones de 2019. El partido oficialista, el Partido Liberal, liderado por el primer ministro Justin Trudeau, no logró obtener una mayoría parlamentaria ni el voto popular, pero siguió siendo el partido con más escaños y permaneció en el poder como un gobierno minoritario. Los conservadores ganaron el voto popular y continuaron como la oposición oficial. El 27 de septiembre, Annamie Paul presenta su renuncia como líder del Partido Verde, lo que entró en vigor el 10 de noviembre.
El 2 de febrero de 2022, el líder conservador Erin O'Toole fue destituido como líder mediante una votación caucus. Tras una elección de liderazgo, Pierre Poilievre fue elegido nuevo líder del Partido Conservador.

### Transición de gobierno
A pesar de los bajos índices de aprobación del gobierno y una gran ventaja en las encuestas para los conservadores de la oposición, vinculada a una crisis del costo de vida en curso, Trudeau había insistido en que lideraría a los liberales en las próximas elecciones generales e intentaría ganar un cuarto mandato consecutivo. Ningún primer ministro había logrado tal hazaña en más de un siglo (el padre de Trudeau había estado cerca, ganando un cuarto mandato no consecutivo en 1980, después de perder en 1979). A pesar de su compromiso de buscar la reelección, la presión sobre Trudeau para que se haga a un lado ha ido en aumento desde el caucus liberal después de las derrotas en las elecciones parciales en escaños liberales seguros.
El gobierno de Trudeau se vio sumido en una crisis política el 16 de diciembre de 2024, cuando la ministra de finanzas, Chrystia Freeland, renunció abruptamente, solo horas antes de que presentara la declaración económica de otoño del gobierno, debido a su oposición a la política fiscal de Trudeau. Trudeau, que ya había enfrentado una revuelta en las asambleas partidistas en octubre, se enfrentó a renovados cuestionamientos sobre su liderazgo. El 22 de diciembre, 21 parlamentarios liberales habían pedido públicamente la dimisión de Trudeau. El 6 de enero de 2025, Trudeau anunció su intención de dimitir como primer ministro después de que el partido eligiera a su sucesor. Las elecciones de liderazgo que siguieron fueron ganadas por Mark Carney, ex gobernador del Banco de Canadá. Carney prestó juramento como primer ministro el 14 de marzo. 
La crisis se produjo en el contexto de la victoria de Donald Trump en las elecciones presidenciales de Estados Unidos de 2024 y sus amenazas de imponer aranceles radicales a Canadá. Se consideró que los desacuerdos sobre cómo manejar esta amenaza contribuyeron al colapso del ministerio de Trudeau. Sin embargo, la conducta de la administración Trump pronto provocó un renacimiento político para los liberales, con la consiguiente guerra comercial, junto con las amenazas del presidente de anexar Canadá, reduciendo en gran medida la brecha electoral de los liberales con los conservadores. Para cuando Carney prestó juramento como primer ministro, la brecha en las encuestas se había eliminado por completo y los liberales estaban a la cabeza, lo que los colocaba a una distancia sorprendente de un gobierno mayoritario. La escala de su cambio político fue descrita por los analistas como "con pocos precedentes" en la historia canadiense.

### Fecha de la elección
La elección estaba prevista para a celebrarse para el 20 de octubre de 2025, de conformidad con las disposiciones de fecha fija de la Ley Electoral de Canadá, que exige que las elecciones federales se celebren el tercer lunes de octubre del cuarto año calendario después del día de la votación de la elección anterior. Es más probable que haya elecciones anticipadas durante los gobiernos minoritarios porque el primer ministro no controla una mayoría en la Cámara de los Comunes.
El 20 de marzo de 2024, el gobierno presentó la Ley de Participación Electoral, que incluía una enmienda a la Ley Electoral de Canadá que cambiaría la fecha fija de las elecciones al 27 de octubre de 2025, para evitar conflictos con el festival hindú de Diwali, así como con las elecciones municipales en Alberta.Trasladar la fecha de las elecciones al 27 de octubre de 2025 también permitiría a 80 miembros del parlamento que fueron elegidos en las elecciones de 2019 calificar para una pensión que no recibirían si no logran la reelección, aunque el gobierno niega que esto haya motivado el cambio propuesto.Los conservadores de la oposición oficial argumentaron que la elegibilidad para las pensiones era la verdadera motivación para el cambio, una acusación que el gobierno negó. De los 80 diputados que tendrían derecho a una pensión si se adelanta la fecha de las elecciones: 32 son conservadores, 22 son liberales, 19 son del Bloque Quebequense, 6 son Nuevos Demócratas y 1 es independiente.  Es poco probable que el cambio de fecha proceda, ya que todos los partidos de la oposición se oponen al cambio; La diputada del NDP, Lisa Barron, confirmó que propondrá una enmienda al comité para dejar la fecha fija de las elecciones como el 20 de octubre de 2025 y el ministro de Instituciones Democráticas, Dominic LeBlanc, declaró que "respetará felizmente la voluntad de este comité" si enmienda el proyecto de ley.

## Partidos políticos y posiciones
La siguiente tabla enumera los partidos representados en la Cámara de los Comunes después de las elecciones federales de 2021 y sus posiciones actuales. Kevin Vuong fue elegido como liberal, tras haber sido desautorizado por el partido demasiado tarde como para modificar su afiliación en la boleta, y ahora es candidato como independiente.
| Partido Liberal                         | Partido Conservador                                                     | Bloc québécois                                          | Nuevo Partido Democrático                             | Partido Verde                          |
| Mark Carney                             | Pierre Poilievre                                                        | Yves-François Blanchet                                  | Jagmeet Singh                                         | Elizabeth May                          |
|                                         |                                                                         |                                                         |                                                       |                                        |
| Líder desde el 9 de marzo de 2025       | Líder desde el 10 de septiembre de 2022                                 | Líder desde el 17 de enero de 2019                      | Líder desde el 1 de octubre de 2017                   | Líder desde el 19 de noviembre de 2022 |
| Por definir                             | Miembro de la Cámara de los Comunes por Carleton                        | Miembro de la Cámara de los Comunes por Beloeil—Chambly | Miembro de la Cámara de los Comunes por Burnaby South | Activista ambiental                    |
| Ideología: Liberalismo Socioliberalismo | Ideología: Conservadurismo Conservadurismo social Liberalismo económico | Ideologia: Nacionalismo quebequés Socialdemocracia      | Ideología: Socialdemocracia Socialismo democrático    | Ideología: Política verde              |
| Posición: Centro a centroizquierda      | Posición: Centroderecha a derecha                                       | Posición: Centroizquierda                               | Posición: Centroizquierda a izquierda                 | Posición: No definida                  |
| Asientos actuales 153/338               | Asientos actuales 120/338                                               | Asientos actuales 33/338                                | Asientos actuales 25/338                              | Asientos actuales 2/338                |

## Sistema electoral
La fecha de la elección está determinada por las disposiciones de fecha fija de la Ley Electoral de Canadá, que requiere que las elecciones federales se celebren el tercer lunes de octubre del cuarto año calendario después del día de la votación de la elección anterior. Además de las disposiciones legales sobre la fecha fija de las elecciones, Canadá tiene un requisito constitucional, especificado tanto en la sección 50 de la Ley constitucional de 1867 como en la sección 4 de la Carta Canadiense de Derechos y Libertades, según el cual las elecciones para la Cámara de los Comunes deben convocarse no más de cinco años después de que se devuelvan los mandatos de la elección anterior. La elección puede tener lugar antes de la fecha programada si el gobernador general disuelve el Parlamento por recomendación del primer ministro para una elección anticipada, o si la Cámara de los Comunes aprueba una moción de censura al gobierno.
Esta fue la primera elección en la que se utilizó un nuevo mapa electoral de 343 escaños basado en el censo de 2021. Los nuevos límites electorales para cada una de las diez provincias se ultimaron entre el 14 de febrero y el 8 de julio de 2023, y se proclamaron oficialmente el 22 de septiembre de 2023. El mapa electoral anterior, de 338 escaños, se habría reutilizado si las elecciones se hubieran convocado antes del 23 de abril de 2024.

### Redistribución
De conformidad con la Ley de Reajuste de Límites Electorales, en su forma enmendada, se establecieron diez comisiones federales de límites electorales, una para cada provincia, el 1 de noviembre de 2021.El proceso de delimitación comenzó con la publicación de los datos del censo en febrero de 2022. La comisión de Quebec ajustó su trabajo para basarse en una asignación de 78 escaños en julio de 2022. Las respectivas comisiones completaron su trabajo y ultimaron los nuevos límites electorales de manera continua, comenzando con las comisiones de Terranova y Labrador y la Isla del Príncipe Eduardo el 14 de febrero de 2023,y terminando con la comisión de Ontario el 8 de julio de 2023. El director electoral utilizó entonces los informes finales de las comisiones de límites electorales para formalizar una orden de representación, que fue proclamada el 22 de septiembre de 2023.
Los cambios en los límites de los distritos electorales federales entraron en vigor el 23 de abril de 2024. Si la elección se hubiera convocado antes, se habría llevado a cabo bajo los límites del distrito electoral anterior, que habían estado en vigor desde la elección federal de 2015.

#### Resultados transpuestos de 2021
Estas serán las primeras elecciones que se disputarán bajo los nuevos distritos electorales establecidos en la redistribución de 2022. En consecuencia, los medios de comunicación tienden a informar las ganancias y pérdidas de escaños en comparación con los resultados teóricos. Estos son los resultados si todos los votos emitidos en 2021 no se modificaran, pero se reagruparan según los nuevos límites de los distritos electorales, según lo publicado por Elections Canada.

## Campaña
Cuando cerraron las nominaciones el 7 de abril, Elections Canada anunció que 1.959 candidatos se presentarían a las elecciones.  Ningún partido presentó listas completas de candidatos en los 343 distritos electorales, aunque el Bloc Québécois, que sólo presenta candidatos en Quebec, cubrió los 78 distritos electorales de Quebec. Los liberales, los conservadores y el NDP se quedaron a un solo escaño,  abandonando Ponoka—Didsbury,  Québec Centre y South Shore—St. Margarets.  En Ponoka—Didsbury, Zarnab Zafar no fue identificada como liberal supuestamente debido a "un error administrativo con Elections Canada" y, por lo tanto, no tiene afiliación alguna, pero los liberales la respaldan. En el Centro de Québec se informó de un "problema con el papeleo" que provocó que la nominación del candidato conservador fuera rechazada después de la fecha límite para la inscripción de candidatos. El candidato del NDP en South Shore—St. Margarets abandonó la contienda por motivos personales , y posteriormente un candidato independiente del distrito recibió el apoyo del NDP. 

### Eslogans de campaña
| Partido           | Inglés                        | Francés                                     | Traducción                                 | Ref.   |
| ----------------- | ----------------------------- | ------------------------------------------- | ------------------------------------------ | ------ |
| Liberal           | "Canada Strong"               | "Un Canada fort"                            | "Una Canadá Fuerte"                        | [ 41 ] |
| Conservador       | "Canada First – for a Change" | "Le Canada d'abord – pour faire changement" | "Canadá primero: hacer un cambio"          | [ 42 ] |
| Bloc québécois    | -                             | "Je choisis le Québec"                      | "Elijo Québec"                             | [ 43 ] |
| Nuevo Democrático | "In it for you"               | "Du cœur au ventre"                         | "Del corazón al estómago" o "Ser valiente" | [ 44 ] |
| Verde             | "Change, Vote for it."        | "Votez pour du changement"                  | "Vota por el cambio"                       | [ 45 ] |

### Plataformas políticas

#### Partido Liberal
- Se lanzará el "Pase Canadá Fuerte", disponible de junio a agosto de 2025, que otorga a niños y jóvenes menores de 18 años acceso gratuito a galerías y museos nacionales, así como asientos gratuitos en trenes operados por Via Rail cuando viajen con sus padres.[46]
- Reducir el tramo más bajo del impuesto sobre la renta del 15% al 14%.[47]
- Eliminar el GST en compras de viviendas nuevas de menos de $1 millón para compradores de vivienda por primera vez.[48]
- Crear una corporación de la corona, Build Canada Homes, que actúe como desarrollador de viviendas y supervise la construcción de viviendas asequibles.[49]
- Ofrecer 25.000 millones de dólares en financiación para viviendas prefabricadas y 10.000 millones de dólares para la construcción de viviendas asequibles.[50]
- Aumentar la financiación anual para CBC/Radio-Canadá en CA$150 million y consagrar dicha financiación en la ley.[51]

#### Partido Conservador
- Reducir el tramo más bajo del impuesto sobre la renta del 15% al 12,75%.[52]
- Aumentar la exención básica del impuesto sobre la renta personal para las personas mayores que trabajan en $10,000, extender la fecha límite de retiro del RRSP a 73 años y mantener la edad de jubilación en 65 años.[53]
- Aumentar el límite de contribución anual de la cuenta de ahorros libre de impuestos en $5,000, si se invierte en empresas canadienses [54]
- Eliminar el GST en compras de viviendas nuevas de menos de $1,3 millones para todos los compradores de vivienda.[55]
- Pagar a los municipios la mitad del costo por reducir los cargos de desarrollo hasta $25,000.[56]
- Eliminar el impuesto al carbono en la industria.[57]
- Derogar la Ley de Evaluación de Impacto y la Ley de Regulación de la Energía de Canadá para acelerar proyectos de recursos, como oleoductos y minería.[58]
- Otorgar a Quebec la facultad de seleccionar a la mayoría de los inmigrantes temporales en el marco del Programa de Movilidad Internacional.[59]
- Poner fin a la financiación de las operaciones en inglés de la CBC mientras se mantiene la programación en francés de Radio-Canadá.[60]
- Invocar la Sección 33 de la Carta Canadiense de Derechos y Libertades, también conocida como la cláusula no obstante, para revocar el caso R v Bissonnette y restablecer la discreción de los jueces para ordenar que los períodos de inelegibilidad para la libertad condicional por asesinatos múltiples se cumplan de manera consecutiva.[61]

## Debates
El 1 de abril de 2025, la Comisión anunció que había invitado a los debates a los líderes del Bloque Québécois, del Partido Conservador, del Partido Verde, del Partido Liberal y del Nuevo Partido Democrático. Las invitaciones se cursaron sobre la base del cumplimiento de al menos dos de tres condiciones: tener al menos un diputado en funciones, registrar al menos un cuatro por ciento de apoyo en las encuestas de opinión nacionales y respaldar a candidatos en al menos el 90 por ciento de los distritos electorales. La invitación al Partido Verde fue revocada el 16 de abril, ya que finalmente presentó candidatos en 232 distritos electorales (menos del 70 por ciento) a pesar de haber presentado anteriormente a la Comisión que presentaría candidatos en todos los distritos electorales. El Partido Popular no fue invitado porque no cumplía los criterios para tener un escaño en el Parlamento ni para obtener al menos el 4%.
El 15 de abril, los líderes del Bloc Québécois y el NDP sugirieron reprogramar el debate sobre el idioma francés debido a que el debate coincidía con el último partido de hockey de la temporada regular de los Montreal Canadiens, después de que quedó claro que el partido decidiría si los Canadiens llegarían a los playoffs. La Comisión se negó a reprogramar el debate para otro día, pero acordó adelantar la hora de inicio dos horas, a las 6:00 p. m (EDT).
| Fecha               | Organizadora | Ubicación    | Lenguaje | Moderador | P Presente N No Invitado R Invitación rescindida | P Presente N No Invitado R Invitación rescindida | P Presente N No Invitado R Invitación rescindida | P Presente N No Invitado R Invitación rescindida | P Presente N No Invitado R Invitación rescindida | P Presente N No Invitado R Invitación rescindida | Fuentes |   |   |   |   |   |        |
| Fecha               | Organizadora | Ubicación    | Lenguaje | Moderador | Carney                                           | Poilievre                                        | Blanchet                                         | Singh                                            | Pedneault                                        | Bernier                                          | Fuentes |   |   |   |   |   |        |
| ------------------- | ------------ | ------------ | -------- | --------- | ------------------------------------------------ | ------------------------------------------------ | ------------------------------------------------ | ------------------------------------------------ | ------------------------------------------------ | ------------------------------------------------ | ------- | - | - | - | - | - | ------ |
| Fecha               | Organizadora | Ubicación    | Lenguaje | Moderador | 16 de abril de 2025                              | Comisión de Debates de Líderes                   | Maison de Radio-Canada, Montreal                 | Francés                                          | Patrice Roy                                      | P                                                | Fuentes | P | P | P | R | N | [ 65 ] |
| 17 de abril de 2025 | Inglés       | Steve Paikin | P        | P         | P                                                | Comisión de Debates de Líderes                   | Maison de Radio-Canada, Montreal                 | P                                                | R                                                | N                                                | [ 65 ]  |   |   |   |   |   |        |

## Encuestas de opinión

| Encuestadora        | Fecha               | CPC                | LPC                 | NDP  | BQ  | PPC | GPC | Otros | Margen de error | Tamaño      | Ventaja |   |   |   |          |             |   |
| ------------------- | ------------------- | ------------------ | ------------------- | ---- | --- | --- | --- | ----- | --------------- | ----------- | ------- | - | - | - | -------- | ----------- | - |
| Encuestadora        | Fecha               | Liaison Strategies | 18 de abril de 2025 | 39   | 44  | 7   | 6   | Otros | Margen de error | Tamaño      | Ventaja | 1 | 1 | 1 | ±2.53 pp | 1,500 (1/3) | 5 |
| Mainstreet Research | 18 de abril de 2025 | 43                 | 41                  | 5    | 5   | 3   | 2   | 1     | ±2.9 pp         | 1,124 (1/3) | 2       |   |   |   |          |             |   |
| Liaison Strategies  | 17 de abril de 2025 | 39                 | 44                  | 7    | 6   | 2   | 1   | 1     | ±2.53 pp        | 1,500 (1/3) | 5       |   |   |   |          |             |   |
| Nanos Research      | 17 de abril de 2025 | 37.1               | 45.4                | 8.3  | 5.6 | 0.7 | 2.9 | 0.1   | ±2.7 pp         | 1,316 (1/3) | 8.3     |   |   |   |          |             |   |
| Mainstreet Research | 17 de abril de 2025 | 41                 | 42                  | 7    | 6   | 2   | 2   | 1     | ±2.7 pp         | 1,332 (1/3) | 1       |   |   |   |          |             |   |
| Ekos                | 16 de abril de 2025 | 34.8               | 44.5                | 10.1 | 4.5 | 2.4 | 3.4 | 0.4   | ±2.8 pp         | 1,210       | 9.7     |   |   |   |          |             |   |
| Liaison Strategies  | 16 de abril de 2025 | 41                 | 44                  | 6    | 6   | 2   | 1   | 1     | ±2.53 pp        | 1,500 (1/3) | 3       |   |   |   |          |             |   |
| Nanos Research      | 16 de abril de 2025 | 38.8               | 43.5                | 8.7  | 5.6 | 0.9 | 2.3 | 0.1   | ±2.7 pp         | 1,351 (1/3) | 4.7     |   |   |   |          |             |   |
| Mainstreet Research | 16 de abril de 2025 | 40                 | 44                  | 7    | 5   | 2   | 2   | 1     | ±2.7 pp         | 1,326 (1/3) | 4       |   |   |   |          |             |   |
| Ekos                | 16 de abril de 2025 | 36.3               | 45.7                | 8.8  | 4.3 | 1.3 | 2.8 | 0.9   | ±2.3 pp         | 1,782       | 9.4     |   |   |   |          |             |   |
| Abacus Data         | 15 de abril de 2025 | 38                 | 40                  | 11   | 7   | 2   | 2   | 0     | ±2.9 pp         | 1,200       | 2       |   |   |   |          |             |   |
| Liaison Strategies  | 15 de abril de 2025 | 39                 | 46                  | 5    | 5   | 2   | 2   | 1     | ±2.53 pp        | 1,500 (1/3) | 7       |   |   |   |          |             |   |
| Nanos Research      | 15 de abril de 2025 | 37.3               | 44.7                | 8.3  | 6.2 | 1.1 | 2.2 | 0.1   | ±2.7 pp         | 1,359 (1/3) | 7.4     |   |   |   |          |             |   |
| Mainstreet Research | 15 de abril de 2025 | 42                 | 44                  | 6    | 4   | 1   | 2   | 1     | ±2.6 pp         | 1,376 (1/3) | 2       |   |   |   |          |             |   |
| Liaison Strategies  | 14 de abril de 2025 | 39                 | 44                  | 6    | 5   | 2   | 2   | 1     | ±2.53 pp        | 1,500 (1/3) | 5       |   |   |   |          |             |   |
| Nanos Research      | 14 de abril de 2025 | 38.8               | 44.1                | 8.8  | 5.5 | 1.5 | 1.3 | 0.1   | ±2.7 pp         | 1,367 (1/3) | 5.3     |   |   |   |          |             |   |
| Mainstreet Research | 14 de abril de 2025 | 43                 | 44                  | 5    | 4   | 1   | 2   | 1     | ±2.6 pp         | 1,378 (1/3) | 1       |   |   |   |          |             |   |
| Leger               | 14 de abril de 2025 | 38                 | 43                  | 8    | 6   | 2   | 3   | 1     | ±1.79 pp        | 3,005       | 5       |   |   |   |          |             |   |
| Innovative Research | 14 de abril de 2025 | 35                 | 40                  | 12   | 6   | –   | 4   | 3     | –               | 1,455       | 5       |   |   |   |          |             |   |
| Liaison Strategies  | 13 de abril de 2025 | 38                 | 44                  | 7    | 6   | 2   | 3   | 1     | ±2.53 pp        | 1,500 (1/3) | 6       |   |   |   |          |             |   |
| Nanos Research      | 13 de abril de 2025 | 37.8               | 44.8                | 8.8  | 5.5 | 1.1 | 1.9 | 0.2   | ±2.7 pp         | 1,345 (1/3) | 7.0     |   |   |   |          |             |   |
| Mainstreet Research | 13 de abril de 2025 | 44                 | 42                  | 6    | 4   | 1   | 2   | 1     | ±2.6 pp         | 1,388 (1/3) | 2       |   |   |   |          |             |   |
| Angus Reid          | 13 de abril de 2025 | 39                 | 45                  | 7    | 7   | 1   | 1   | 1     | ±2 pp           | 2,216       | 6       |   |   |   |          |             |   |
| Pollara             | 13 de abril de 2025 | 36                 | 44                  | 9    | 5   | 3   | 2   | 1     | ±2.1 pp         | 2,166       | 8       |   |   |   |          |             |   |
| Pallas Data         | 12 de abril de 2025 | 36.8               | 45.1                | 8.8  | 5.7 | 1.7 | 1.1 | 0.8   | ±2.7 pp         | 1,282       | 8.3     |   |   |   |          |             |   |
| MQO Research        | 12 de abril de 2025 | 35                 | 44                  | 12   | 4   | 1   | 4   | 0     | ±2.3 pp         | 2,445       | 9       |   |   |   |          |             |   |
| Liaison Strategies  | 12 de abril de 2025 | 37                 | 45                  | 7    | 6   | 2   | 3   | 1     | ±2.53 pp        | 1,500 (1/3) | 8       |   |   |   |          |             |   |
| Nanos Research      | 12 de abril de 2025 | 38.6               | 44.3                | 8.5  | 5.2 | 1.1 | 2.0 | 0.3   | ±2.7 pp         | 1,300 (1/3) | 5.7     |   |   |   |          |             |   |
| Mainstreet Research | 12 de abril de 2025 | 43                 | 44                  | 6    | 4   | 2   | 1   | 0     | ±2.6 pp         | 1,370 (1/3) | 1       |   |   |   |          |             |   |
| Liaison Strategies  | 11 de abril de 2025 | 39                 | 46                  | 6    | 5   | 1   | 2   | 1     | ±2.53 pp        | 1,500 (1/3) | 7       |   |   |   |          |             |   |
| Nanos Research      | 11 de abril de 2025 | 37.1               | 43.3                | 9.5  | 5.8 | 1.1 | 2.8 | 0.5   | ±2.8 pp         | 1,250 (1/3) | 6.2     |   |   |   |          |             |   |
| Mainstreet Research | 11 de abril de 2025 | 40                 | 45                  | 7    | 4   | 2   | 2   | 1     | ±2.6 pp         | 1,445 (1/3) | 5       |   |   |   |          |             |   |
| Ipsos               | 10 de abril de 2025 | 36                 | 42                  | 11   | 6   | 1   | 2   | 1     | ±3.8 pp         | 1,000       | 6       |   |   |   |          |             |   |
| Liaison Strategies  | 10 de abril de 2025 | 39                 | 44                  | 8    | 5   | 1   | 2   | 1     | ±2.53 pp        | 1,500 (1/3) | 5       |   |   |   |          |             |   |
| Nanos Research      | 10 de abril de 2025 | 37.8               | 43.6                | 8.7  | 5.6 | 1.7 | 2.4 | 0.3   | ±2.8 pp         | 1,233 (1/3) | 5.8     |   |   |   |          |             |   |
| Mainstreet Research | 10 de abril de 2025 | 40                 | 45                  | 6    | 5   | 2   | 2   | 1     | ±2.5 pp         | 1,548 (1/3) | 5       |   |   |   |          |             |   |
| Abacus Data         | 10 de abril de 2025 | 38                 | 42                  | 9    | 6   | 2   | 2   | 1     | ±2.31 pp        | 1,800       | 4       |   |   |   |          |             |   |
| Ekos                | 10 de abril de 2025 | 36.3               | 49.3                | 6.7  | 3.8 | 0.9 | 2.0 | 1.1   | ±2.2 pp         | 1,995       | 13.0    |   |   |   |          |             |   |
| Liaison Strategies  | 9 de abril de 2025  | 40                 | 43                  | 8    | 5   | 1   | 2   | 1     | ±2.53 pp        | 1,500 (1/3) | 3       |   |   |   |          |             |   |
| Nanos Research      | 9 de abril de 2025  | 38.1               | 43.0                | 8.9  | 5.7 | 1.5 | 2.6 | 0.3   | ±2.8 pp         | 1,238 (1/3) | 4.9     |   |   |   |          |             |   |
| Mainstreet Research | 9 de abril de 2025  | 39                 | 46                  | 6    | 4   | 2   | 1   | 2     | ±2.5 pp         | 1,500 (1/3) | 7       |   |   |   |          |             |   |
| Liaison Strategies  | 8 de abril de 2025  | 38                 | 45                  | 8    | 5   | 1   | 2   | 1     | ±2.53 pp        | 1,500 (1/3) | 7       |   |   |   |          |             |   |
| Nanos Research      | 8 de abril de 2025  | 38.6               | 42.8                | 8.5  | 6.2 | 1.3 | 2.3 | 0.3   | ±2.8 pp         | 1,239 (1/3) | 4.2     |   |   |   |          |             |   |
| Mainstreet Research | 8 de abril de 2025  | 41                 | 44                  | 6    | 4   | 2   | 1   | 2     | ±2.7 pp         | 1,289 (1/3) | 3       |   |   |   |          |             |   |
| Abacus Data         | 8 de abril de 2025  | 36                 | 42                  | 11   | 5   | 3   | 2   | 0     | ±2.1 pp         | 1,900       | 6       |   |   |   |          |             |   |
| Liaison Strategies  | 7 de abril de 2025  | 39                 | 45                  | 7    | 4   | 1   | 2   | 1     | ±2.53 pp        | 1,500 (1/3) | 6       |   |   |   |          |             |   |
| Nanos Research      | 7 de abril de 2025  | 38.1               | 42.7                | 8.1  | 6.6 | 1.4 | 2.8 | 0.4   | ±2.8 pp         | 1,256 (1/3) | 4.6     |   |   |   |          |             |   |
| Mainstreet Research | 7 de abril de 2025  | 40                 | 45                  | 8    | 2   | 1   | 1   | 2     | ±2.9 pp         | 1,148 (1/3) | 5       |   |   |   |          |             |   |
| Angus Reid          | 7 de abril de 2025  | 36                 | 46                  | 7    | 7   | 1   | 2   | 1     | ±2 pp           | 2,184       | 10      |   |   |   |          |             |   |
| Innovative Research | 7 de abril de 2025  | 35                 | 41                  | 12   | 6   | –   | 3   | 3     | –               | 1,341       | 6       |   |   |   |          |             |   |
| Research Co.        | 6 de abril de 2025  | 36                 | 44                  | 8    | 5   | 2   | 3   | 1     | ±3.1 pp         | 1,007       | 8       |   |   |   |          |             |   |
| Leger               | 6 de abril de 2025  | 37                 | 44                  | 8    | 5   | 1   | 3   | 1     | ±2.43 pp        | 1,631       | 7       |   |   |   |          |             |   |
| Liaison Strategies  | 6 de abril de 2025  | 39                 | 45                  | 7    | 4   | 2   | 2   | 1     | ±2.53 pp        | 1,500 (1/3) | 6       |   |   |   |          |             |   |
| Nanos Research      | 6 de abril de 2025  | 37.7               | 42.8                | 7.9  | 6.7 | 1.6 | 2.8 | 0.4   | ±2.8 pp         | 1,264 (1/3) | 5.1     |   |   |   |          |             |   |
| Mainstreet Research | 6 de abril de 2025  | 40                 | 44                  | 8    | 3   | 3   | 2   | 1     | ±2.8 pp         | 1,240 (1/3) | 4       |   |   |   |          |             |   |
| MQO Research        | 6 de abril de 2025  | 34                 | 44                  | 11   | 5   | 2   | 4   | 0     | ±2.5 pp         | 1,859       | 10      |   |   |   |          |             |   |
| Pollara             | 6 de abril de 2025  | 36                 | 44                  | 9    | 6   | 2   | 2   | 1     | ±2.1 pp         | 2,132       | 8       |   |   |   |          |             |   |
| Pallas Data         | 5 de abril de 2025  | 37.8               | 44.4                | 8.0  | 5.9 | 1.1 | 1.7 | 1.0   | ±2.7 pp         | 1,320       | 6.6     |   |   |   |          |             |   |
| Liaison Strategies  | 5 de abril de 2025  | 39                 | 44                  | 7    | 4   | 2   | 2   | 2     | ±2.53 pp        | 1,500 (1/3) | 5       |   |   |   |          |             |   |
| Nanos Research      | 5 de abril de 2025  | 37.0               | 43.4                | 8.2  | 6.0 | 1.9 | 3.3 | 0.2   | ±2.8 pp         | 1,270 (1/3) | 6.4     |   |   |   |          |             |   |
| Mainstreet Research | 5 de abril de 2025  | 40                 | 42                  | 8    | 4   | 2   | 2   | 1     | ±2.6 pp         | 1,388 (1/3) | 2       |   |   |   |          |             |   |
| Liaison Strategies  | 4 de abril de 2025  | 38                 | 46                  | 6    | 4   | 2   | 2   | 2     | ±2.53 pp        | 1,500 (1/3) | 8       |   |   |   |          |             |   |
| Nanos Research      | 4 de abril de 2025  | 34.9               | 45.9                | 9.2  | 5.2 | 1.4 | 2.9 | 0.5   | ±2.8 pp         | 1,248 (1/3) | 11.0    |   |   |   |          |             |   |
| Mainstreet Research | 4 de abril de 2025  | 40                 | 43                  | 6    | 6   | 2   | 1   | 1     | ±2.4 pp         | 1,625 (1/3) | 3       |   |   |   |          |             |   |
| Ipsos               | 3 de abril de 2025  | 34                 | 46                  | 10   | 6   | 1   | 3   | 0     | ±3.8 pp         | 1,000       | 12      |   |   |   |          |             |   |
| Liaison Strategies  | 3 de abril de 2025  | 38                 | 46                  | 6    | 4   | 3   | 2   | 1     | ±2.53 pp        | 1,500 (1/3) | 8       |   |   |   |          |             |   |
| Nanos Research      | 3 de abril de 2025  | 35.9               | 45.5                | 9.4  | 5.2 | 1.4 | 2.2 | 0.4   | ±2.8 pp         | 1,241 (1/3) | 9.6     |   |   |   |          |             |   |
| Mainstreet Research | 3 de abril de 2025  | 40                 | 43                  | 7    | 6   | 2   | 1   | 1     | ±2.4 pp         | 1,665 (1/3) | 3       |   |   |   |          |             |   |
| Abacus Data         | 3 de abril de 2025  | 39                 | 39                  | 11   | 6   | 2   | 3   | 0     | ±2.3 pp         | 1,800       | 0       |   |   |   |          |             |   |
| Ekos                | 3 de abril de 2025  | 34.4               | 49.0                | 7.0  | 4.5 | 1.2 | 2.8 | 1.2   | ±2.45 pp        | 1,685 (4/5) | 14.6    |   |   |   |          |             |   |
| Liaison Strategies  | 2 de abril de 2025  | 37                 | 45                  | 6    | 5   | 3   | 2   | 1     | ±2.53 pp        | 1,500 (1/3) | 8       |   |   |   |          |             |   |
| Nanos Research      | 2 de abril de 2025  | 36.7               | 45.8                | 8.8  | 5.5 | 1.1 | 1.7 | 0.3   | ±2.8 pp         | 1,248 (1/3) | 9.1     |   |   |   |          |             |   |
| Mainstreet Research | 2 de abril de 2025  | 40                 | 44                  | 7    | 6   | 2   | 1   | 0     | ±2.3 pp         | 1,756 (1/3) | 4       |   |   |   |          |             |   |
| Ekos                | 2 de abril de 2025  | 32.7               | 47.1                | 10.2 | 4.4 | 2.8 | 2.1 | 0.7   | ±2.59 pp        | 1,513       | 14.4    |   |   |   |          |             |   |
| Liaison Strategies  | 1 de abril de 2025  | 39                 | 44                  | 6    | 5   | 3   | 2   | 1     | ±2.53 pp        | 1,500 (1/3) | 5       |   |   |   |          |             |   |
| Nanos Research      | 1 de abril de 2025  | 37.2               | 45.1                | 9.2  | 5.3 | 1.1 | 1.6 | 0.4   | ±2.8 pp         | 1,256 (1/3) | 7.9     |   |   |   |          |             |   |
| Mainstreet Research | 1 de abril de 2025  | 40                 | 43                  | 9    | 5   | 2   | 1   | 0     | ±2.4 pp         | 1,651 (1/3) | 3       |   |   |   |          |             |   |
| Pallas Data         | 31 de marzo de 2025 | 35.7               | 44.6                | 8.5  | 5.6 | 2.2 | 2.8 | 0.6   | ±2.8 pp         | 1,267       | 8.9     |   |   |   |          |             |   |
| Liaison Strategies  | 31 de marzo de 2025 | 38                 | 44                  | 6    | 5   | 3   | 2   | 1     | ±2.53 pp        | 1,500 (1/3) | 6       |   |   |   |          |             |   |
| Nanos Research      | 31 de marzo de 2025 | 36.6               | 44.7                | 10.1 | 5.6 | 1.3 | 1.6 | 0.3   | ±2.8 pp         | 1,262 (1/3) | 8.1     |   |   |   |          |             |   |
| Mainstreet Research | 31 de marzo de 2025 | 41                 | 44                  | 7    | 5   | 2   | 1   | 0     | ±2.4 pp         | 1,628 (1/3) | 3       |   |   |   |          |             |   |
| Angus Reid          | 31 de marzo de 2025 | 38                 | 46                  | 7    | 7   | 1   | 1   | 1     | ±2 pp           | 2,131       | 8       |   |   |   |          |             |   |
| Innovative Research | 31 de marzo de 2025 | 38                 | 37                  | 12   | 6   | 2   | 3   | 1     | –               | 1,742       | 1       |   |   |   |          |             |   |
| Leger               | 31 de marzo de 2025 | 38                 | 44                  | 7    | 5   | 2   | 3   | 1     | ±1.79 pp        | 3,002       | 6       |   |   |   |          |             |   |
| Liaison Strategies  | 30 de marzo de 2025 | 38                 | 43                  | 7    | 5   | 3   | 2   | 1     | ±2.53 pp        | 1,500 (1/3) | 5       |   |   |   |          |             |   |
| Nanos Research      | 30 de marzo de 2025 | 36.1               | 43.6                | 10.5 | 5.3 | 1.9 | 2.4 | 0.2   | ±2.8 pp         | 1,264 (1/3) | 7.5     |   |   |   |          |             |   |
| Mainstreet Research | 30 de marzo de 2025 | 40                 | 43                  | 6    | 5   | 3   | 2   | 1     | ±2.5 pp         | 1,589 (1/3) | 3       |   |   |   |          |             |   |
| Ekos                | 30 de marzo de 2025 | 35.6               | 47.5                | 6.3  | 4.8 | 2.1 | 2.4 | 1.3   | ±2.5 pp         | 1,517       | 11.9    |   |   |   |          |             |   |
| Pollara             | 30 de marzo de 2025 | 35                 | 44                  | 10   | 5   | 2   | 3   | 1     | –               | 1,734       | 9       |   |   |   |          |             |   |
| Liaison Strategies  | 29 de marzo de 2025 | 38                 | 42                  | 7    | 6   | 3   | 3   | 1     | ±2.53 pp        | 1,500 (1/3) | 4       |   |   |   |          |             |   |
| Nanos Research      | 29 de marzo de 2025 | 37.0               | 41.9                | 10.6 | 5.3 | 1.9 | 2.6 | 0.7   | ±2.7 pp         | 1,285       | 4.9     |   |   |   |          |             |   |
| Mainstreet Research | 29 de marzo de 2025 | 40                 | 42                  | 7    | 5   | 3   | 2   | 1     | ±2.4 pp         | 1,704 (1/3) | 2       |   |   |   |          |             |   |
| MQO Research        | 29 de marzo de 2025 | 34                 | 45                  | 11   | 4   | 2   | 4   | 1     | ±2.4 pp         | 1,938       | 11      |   |   |   |          |             |   |
| Liaison Strategies  | 28 de marzo de 2025 | 36                 | 44                  | 8    | 6   | 2   | 3   | 1     | ±2.53 pp        | 1,500 (1/3) | 8       |   |   |   |          |             |   |
| Mainstreet Research | 28 de marzo de 2025 | 40                 | 43                  | 6    | 5   | 2   | 2   | 1     | ±2.4 pp         | 1,621 (1/3) | 3       |   |   |   |          |             |   |
| Liaison Strategies  | 27 de marzo de 2025 | 38                 | 43                  | 7    | 6   | 2   | 2   | 1     | ±2.53 pp        | 1,500 (1/3) | 5       |   |   |   |          |             |   |
| Mainstreet Research | 27 de marzo de 2025 | 41                 | 44                  | 7    | 5   | 1   | 2   | 1     | ±2.4 pp         | 1,657 (1/3) | 3       |   |   |   |          |             |   |
| Abacus Data         | 27 de marzo de 2025 | 39                 | 39                  | 11   | 5   | 3   | 3   | 0     | ±2.3 pp         | 1,800       | 0       |   |   |   |          |             |   |
| Ipsos               | 26 de marzo de 2025 | 38                 | 44                  | 9    | 5   | 1   | 2   | 1     | ±3.1 pp         | 1,500       | 6       |   |   |   |          |             |   |
| Liaison Strategies  | 26 de marzo de 2025 | 37                 | 44                  | 6    | 6   | 3   | 2   | 1     | ±2.53 pp        | 1,500 (1/3) | 7       |   |   |   |          |             |   |
| Mainstreet Research | 26 de marzo de 2025 | 41                 | 45                  | 6    | 5   | 1   | 1   | 1     | ±2.6 pp         | 1,380 (1/3) | 4       |   |   |   |          |             |   |
| Liaison Strategies  | 25 de marzo de 2025 | 38                 | 42                  | 7    | 6   | 3   | 2   | 1     | ±2.53 pp        | 1,500 (1/3) | 4       |   |   |   |          |             |   |
| Mainstreet Research | 25 de marzo de 2025 | 40                 | 44                  | 7    | 5   | 1   | 2   | 1     | ±2.8 pp         | 1,230 (1/3) | 4       |   |   |   |          |             |   |
| Ekos                | 25 de marzo de 2025 | 34.6               | 49.6                | 7.2  | 3.9 | 1.5 | 1.6 | 1.6   | ±2.4 pp         | 1,621       | 15.0    |   |   |   |          |             |   |
| Abacus Data         | 25 de marzo de 2025 | 37                 | 38                  | 11   | 6   | 3   | 4   | 1     | ±2.2 pp         | 2,000       | 1       |   |   |   |          |             |   |
| Research Co.        | 24 de marzo de 2025 | 37                 | 41                  | 9    | 7   | 2   | 3   | 1     | ±3.1 pp         | 1,003       | 4       |   |   |   |          |             |   |
| Liaison Strategies  | 24 de marzo de 2025 | 37                 | 42                  | 7    | 6   | 4   | 3   | 1     | ±2.53 pp        | 1,500 (1/3) | 5       |   |   |   |          |             |   |
| Mainstreet Research | 24 de marzo de 2025 | 39                 | 44                  | 7    | 6   | 2   | 2   | 1     | ±2.3 pp         | 1,745 (1/3) | 5       |   |   |   |          |             |   |
| Angus Reid          | 24 de marzo de 2025 | 38                 | 46                  | 7    | 6   | 1   | 1   | 0     | ±2 pp           | 2,400       | 8       |   |   |   |          |             |   |

## Resultados
|  | 43.72 % |

|  | 41.28 % |

|  | 6.29 % |

|  | 6.32 % |

|  | 1.25 % |

|  | 0.72 % |

|  | 0.18 % |

|  | 0.05 % |

|  | 0.04 % |

|  | 0.03 % |

|  | 0.03 % |

|  | 0.03 % |

|  | 0.03 % |

|  | 0.02 % |

|  | 0.00 % |

|  | 0.00 % |

|  | 100.0 % |

|  | 0.04 % |

|  | 100.0 % |

|  | 68.7 % |

## Secuelas

### Partido Liberal
Carney pronunció un discurso de victoria la noche de las elecciones tras ganar su escaño de Nepean, y después de que los medios canadienses proyectaran un gobierno liberal. Recibió llamadas y mensajes de felicitación de líderes mundiales, entre ellos el primer ministro Keir Starmer del Reino Unido, el presidente Donald Trump de Estados Unidos, el presidente Emmanuel Macron de Francia, el primer ministro Anthony Albanese de Australia y el primer ministro Narendra Modi de la India.Carney también recibió felicitaciones de líderes nacionales, como la primera ministra Danielle Smith de Alberta, el primer ministro Doug Ford de Ontario, el primer ministro Scott Moe de Saskatchewan y la alcaldesa Olivia Chow de Toronto.

### Partido Conservador
A pesar de la derrota electoral de los conservadores, su porcentaje de votos alcanzó un máximo generacional. Los conservadores lograron avances en distritos electorales tradicionalmente liberales, como el área metropolitana de Toronto, así como en regiones obreras de otros lugares, como Windsor y el norte de Ontario, zonas tradicionalmente débiles para el partido,y lograron avances en Columbia Británica (particularmente fuera de Metro Vancouver), lo cual, según el analista político Douglas Todd, "contribuyó a romper el mito de que quienes normalmente votan por el NDP nunca votarían por los conservadores".Los conservadores también obtuvieron 24 escaños, más que los 17 que habían obtenido los liberales. Pierre Poilievre afirmó en un discurso a sus partidarios que se mantendría como líder de los conservadores. Poco después del discurso, se confirmó su derrota ante el candidato del Partido Liberal, Bruce Fanjoy, en el distrito electoral de Carleton.Los votantes de la zona dijeron a la CBC que el apoyo de Poilievre a la protesta del Convoy de la Libertad de 2022 que ocupó parte del centro de la ciudad y su promesa de reducir el servicio público contribuyeron a su derrota en el distrito electoral.

### Bloc Québécois
Tras conocer los resultados electorales, el líder del Bloc Québécois, Yves-François Blanchet, admitió que su partido había sufrido un revés y aceptó la decisión de los votantes. Reconoció las pérdidas del partido, pero señaló factores externos, como las políticas arancelarias del presidente estadounidense Donald Trump y sus polémicas declaraciones sobre Canadá, así como la percepción del Partido Liberal de usar una campaña basada en el miedo, como factores que contribuyeron a la derrota. Blanchet enfatizó que el Bloque mantendría su compromiso de defender los intereses de Quebec y pidió la cooperación entre todos los partidos en el Parlamento para cumplir con las responsabilidades compartidas del país. Añadió que el Bloc seguiría desempeñando un papel constructivo en el Parlamento para garantizar que las voces de los quebequenses no sean relegadas a un segundo plano a nivel federal. También señaló que los escaños obtenidos por el Bloc lo colocan en una posición de influencia en un gobierno minoritario. Afirmó: «Defenderemos a Quebec con claridad y confianza, pero lo haremos de una manera que fomente la unidad en lugar de la división».

### Nuevo Partido Democrático
La noche de las elecciones, tras la derrota en Burnaby Central y con el NDP en riesgo de perder su estatus oficial, Jagmeet Singh anunció que renunciaría como líder del partido una vez que se eligiera un líder interino antes de las próximas elecciones de liderazgo.Singh confirmó que había informado a la alta dirección del partido sobre su próxima renuncia y afirmó que apoyaría la transición hasta que se eligiera un líder interino.En una declaración sincera, Singh reconoció el resultado como decepcionante, pero enfatizó que formaba parte del proceso democrático. Como líder del partido, afirmó que debe asumir la responsabilidad política del resultado. Singh declaró: «Liderar el Nuevo Partido Democrático ha sido uno de los mayores honores de mi vida; aunque el resultado de hoy es difícil de aceptar, mi fe en este partido permanece inquebrantable. Creo que es hora de que nuevas voces y nueva energía nos lleven a la siguiente etapa».

### Partido Verde
Jonathan Pedneault, colíder del Partido Verde, no fue elegido para un escaño en el Parlamento, y el partido ganó solo un escaño, lo que resultó en la peor votación popular del partido desde 2000. Como resultado, Pedneault anunció su renuncia como colíder poco después de la elección.